# Премія «Сатурн» за найкращу чоловічу роль
Премія «Сатурн» за найкращу чоловічу роль — одна з щорічних нагород, яку присуджує Академія наукової фантастики, фентезі та фільмів жахів акторам за найкращу роль у фантастичному фільмі. Премію присуджують з 1976 року. Найбільше нагород отримав Роберт Дауні (молодший) — чотири рази, а найбільше номінованим був Том Круз — 11 разів.

## Переможці і номінанти

### 1976—1980
| Церемонія        | Фото лауреата                       | Актор                       | Фільм                    | Роль                   | Роль         |
| ---------------- | ----------------------------------- | --------------------------- | ------------------------ | ---------------------- | ------------ |
| 3-я (1976)       |                                     | • Джеймс Каан               | «Роллербол»              | Джонатан               |              |
| 3-я (1976)       |                                     | • Дон Джонсон               | «Хлопець та його пес»    | Вік                    |              |
| 4-а (1977)       |                                     |                             |                          |                        |              |
| • Девід Боуї     | «Людина, яка впала на Землю»        | Томас Джером Ньютон         | Томас Джером Ньютон      |                        |              |
| 5-а (1978)       |                                     |                             |                          |                        |              |
| • Джордж Бернс   | «О Боже!»                           | Бог                         | Бог                      |                        |              |
| • Річард Дрейфус | «Близькі контакти третього ступеня» | Рой Нери                    | Рой Нери                 |                        |              |
| • Вільям Шетнер  | «Царство павуків»                   | доктор Роберт Гансен        | доктор Роберт Гансен     |                        |              |
| • Гаррісон Форд  | «Зоряні війни: Нова надія»          | Хан Соло                    | Хан Соло                 |                        |              |
| • Марк Гемілл    | «Зоряні війни: Нова надія»          | Люк Скайвокер               | Люк Скайвокер            |                        |              |
| • Майкл Йорк     | «Острів доктора Моро»               | Ендрю Бреддок               | Ендрю Бреддок            |                        |              |
| 6-5 (1979)       |                                     | • Воррен Бітті              | «Небеса можуть почекати» | Джо Пендлтон           | Джо Пендлтон |
| 6-5 (1979)       | • Крістофер Лі                      | «Плетена людина»            | Лорд Саммерайл           | Лорд Саммерайл         |              |
| 6-5 (1979)       | • Лоуренс Олів'є                    | «Хлопці з Бразилії»         | Езра Ліберман            | Езра Ліберман          |              |
| 6-5 (1979)       | • Крістофер Рів                     | «Супермен»                  | Кларк Кент / Супермен    | Кларк Кент / Супермен  |              |
| 6-5 (1979)       | • Дональд Сазерленд                 | «Вторгнення викрадачів тіл» | Метью Беннелл            | Метью Беннелл          |              |
| 7-5 (1980)       |                                     | • Джордж Гемілтон           | «Любов з першого укусу»  | граф Дракула           | граф Дракула |
| 7-5 (1980)       | • Крістофер Лі                      | «Арабські пригоди»          | халіф Альквазар          | халіф Альквазар        |              |
| 7-5 (1980)       | • Френк Ланджелла                   | «Дракула»                   | граф Дракула             | граф Дракула           |              |
| 7-5 (1980)       | • Вільям Шетнер                     | «Зоряний шлях: Фільм»       | адмірал Джеймс Т. Кірк   | адмірал Джеймс Т. Кірк |              |
| 7-5 (1980)       | • Малкольм Макдавелл                | «Подорож у машині часу»     | Герберт Веллс            | Герберт Веллс          |              |

### 1981—1990
| Церемонія   | Фото лауреата           | Актор                             | Фільм                                            | Роль                   | Роль |
| ----------- | ----------------------- | --------------------------------- | ------------------------------------------------ | ---------------------- | ---- |
| 8-а (1981)  |                         | • Марк Гемілл                     | «Зоряні війни: Імперія завдає удару у відповідь» | Люк Скайуокер          |      |
| 8-а (1981)  | • Крістофер Рів         | «Десь у часі»                     | Річард Кольєр                                    |                        |      |
| 8-а (1981)  | • Денніс Крістофер      | «Затемнення»                      | Ерік Бінфорд                                     |                        |      |
| 8-а (1981)  | • Кірк Дуглас           | «Останній відлік»                 | капітан Меттью Єлланд                            |                        |      |
| 8-а (1981)  | • Алан Аркін            | «Саймон»                          | профессор Саймон Мендельсон                      |                        |      |
| 9-а (1982)  |                         | • Гаррісон Форд                   | «Індіана Джонс: У пошуках втраченого ковчега»    | Індіана Джонс          |      |
| 9-а (1982)  | • Дональд Плезенс       | «Хелловін 2»                      | доктор Сем Луміс                                 |                        |      |
| 9-а (1982)  | • Шон Коннері           | «Чужина»                          | фед. маршал Вільям Т. О'Ніл                      |                        |      |
| 9-а (1982)  | • Крістофер Рів         | «Супермен 2»                      | Кларк Кент / Супермен                            |                        |      |
| 9-а (1982)  | • Альберт Фінні         | «Вовки»                           | детектив Дьюї Вілсон                             |                        |      |
| 10-а (1983) |                         | • Вільям Шетнер                   | «Зоряний шлях 2: Гнів Хана»                      | адмирал Джеймс Т. Кірк |      |
| 10-а (1983) | • Мел Гібсон            | «Шалений Макс 2»                  | Макс Рокатанскі                                  |                        |      |
| 10-а (1983) | • Лі Горслі             | «Меч і чаклун»                    | принц Телон                                      |                        |      |
| 10-а (1983) | • Крістофер Рів         | «Смертельна пастка»               | Кліффорд Андерсон                                |                        |      |
| 10-а (1983) | • Генрі Томас           | «Іншопланетянин»                  | Елліот                                           |                        |      |
| 11-а (1984) |                         | • Марк Гемілл                     | «Зоряні війни: Повернення джедая»                | Люк Скайвокер          |      |
| 11-а (1984) | • Метью Бродерік        | «Воєнні ігри»                     | Девід Лайтман                                    |                        |      |
| 11-а (1984) | • Крістофер Рів         | «Супермен 3»                      | Кларк Кент / Супермен                            |                        |      |
| 11-а (1984) | • Рой Шайдер            | «Блакитний грім»                  | офіцер поліції Френк Мерфі                       |                        |      |
| 11-а (1984) | • Крістофер Вокен       | «Мертва зона»                     | Джонні Сміт                                      |                        |      |
| 12-а (1985) |                         | • Джефф Бріджес                   | «Людина з зірки»                                 | людина з зірки         |      |
| 12-а (1985) | • Джордж Бернс          | «О, Боже! Ти диявол»              | Бог / диявол                                     |                        |      |
| 12-а (1985) | • Гаррісон Форд         | «Індіана Джонс і Храм Долі»       | Індіана Джонс                                    |                        |      |
| 12-а (1985) | • Арнольд Шварценеггер  | «Термінатор»                      | термінатор                                       |                        |      |
| 12-а (1985) | • Вільям Шетнер         | «Зоряний шлях 3: У пошуках Спока» | адмірал Джеймс Т. Кірк                           |                        |      |
| 13-а (1986) |                         | • Майкл Джей Фокс                 | «Назад у майбутнє»                               | Марті Макфлай          |      |
| 13-а (1986) | • Г'юм Кронін           | «Кокон»                           | Джо Фінлі                                        |                        |      |
| 13-а (1986) | • Луїс Госсетт-молодший | «Ворог мій»                       | Джеріба Шиган («Джеррі»)                         |                        |      |
| 13-а (1986) | • Джеймс Карен          | «Повернення живих мерців»         | Френк                                            |                        |      |
| 13-а (1986) | • Кріс Сарандон         | «Ніч страху»                      | Джеррі Дендрідж                                  |                        |      |
| 14-а (1987) |                         | • Джефф Голдблюм                  | «Муха»                                           | Сет Брандл             |      |
| 14-а (1987) | • Майкл Б'єн            | «Чужі»                            | капрал Двейн Гікс                                |                        |      |
| 14-а (1987) | • Леонард Німой         | «Зоряний шлях 4: Подорож додому»  | капітан Спок                                     |                        |      |
| 14-а (1987) | • Ентоні Перкінс        | «Психо 3»                         | Норман Бейтс                                     |                        |      |
| 14-а (1987) | • Вільям Шетнер         | «Зоряний шлях 4: Подорож додому»  | адмірал / капітан Джеймс Т. Кірк                 |                        |      |
| 15-а (1988) |                         | • Джек Ніколсон                   | «Іствікські відьми»                              | Деріл Ван Горн         |      |
| 15-а (1988) | • Ленс Генріксен        | «Гарбузоголовий»                  | Ед Гарлі                                         |                        |      |
| 15-а (1988) | • Майкл Нурі            | «Прихований ворог»                | Том Бек                                          |                        |      |
| 15-а (1988) | • Террі О'Квінн         | «Вітчим»                          | Джеррі Блейк                                     |                        |      |
| 15-а (1988) | • Арнольд Шварценеггер  | «Хижак»                           | майор Алан Шеффер                                |                        |      |
| 15-а (1988) | • Пітер Веллер          | «Робот-поліцейський»              | Робокоп                                          |                        |      |
| 16-а (1990) |                         | • Том Генкс                       | «Великий»                                        | Джош Баскін            |      |
| 16-а (1990) | • Г'юм Кронін           | «Кокон: Повернення»               | Джо Фінлі                                        |                        |      |
| 16-а (1990) | • Боб Госкінс           | «Хто підставив кролика Роджера»   | Едді Валіант                                     |                        |      |
| 16-а (1990) | • Джеремі Айронс        | «Зв'язані до смерті»              | Беверлі Ментл / Елліот Ментл                     |                        |      |
| 16-а (1990) | • Білл Мюррей           | «Нова різдвяна казка»             | Френк Кросс                                      |                        |      |
| 16-а (1990) | • Джеймс Спейдер        | «Повернення Джека»                | Джон Вестфорд / Рік Вестфорд                     |                        |      |

### 1991—2000
| Церемонія   | Фото лауреата          | Актор                                        | Фільм                                      | Роль                                                                                          | Роль |
| ----------- | ---------------------- | -------------------------------------------- | ------------------------------------------ | --------------------------------------------------------------------------------------------- | ---- |
| 17-а (1991) |                        | • Джефф Деніелс                              | «Арахнофобія»                              | доктор Росс Дженнінгс                                                                         |      |
| 17-а (1991) | • Воррен Бітті         | «Дік Трейсі»                                 | Дік Трейсі                                 |                                                                                               |      |
| 17-а (1991) | • Гаррісон Форд        | «Індіана Джонс і останній хрестовий похід»   | Індіана Джонс                              |                                                                                               |      |
| 17-а (1991) | • Ед Гарріс            | «Безодня»                                    | Верджіл Брігман                            |                                                                                               |      |
| 17-а (1991) | • Аксель Ходоровський  | «Свята кров»                                 | Фенікс                                     |                                                                                               |      |
| 17-а (1991) | • Ліам Нісон           | «Людина пітьми»                              | Пейтон Веслейк / Людина пітьми             |                                                                                               |      |
| 17-а (1991) | • Джек Ніколсон        | «Бетмен»                                     | Джек Напьє / Джокер                        |                                                                                               |      |
| 17-а (1991) | • Арнольд Шварценеггер | «Згадати все»                                | Дуглас Квейд / Гаузер                      |                                                                                               |      |
| 17-а (1991) | • Патрік Свейзі        | «Привид»                                     | Сем Віт                                    |                                                                                               |      |
| 18-а (1992) |                        | • Ентоні Гопкінс                             | «Мовчання ягнят»                           | доктор Ганнібал Лектер                                                                        |      |
| 18-а (1992) | • Джефф Бріджес        | «Король-рибалка»                             | Джек Лукас                                 |                                                                                               |      |
| 18-а (1992) | • Джеймс Каан          | «Мізері»                                     | Пол Шелдон                                 |                                                                                               |      |
| 18-а (1992) | • Кевін Костнер        | «Робін Гуд: Принц злодіїв»                   | Робін Гуд                                  |                                                                                               |      |
| 18-а (1992) | • Арнольд Шварценеггер | «Термінатор 2: Судний день»                  | термінатор                                 |                                                                                               |      |
| 18-а (1992) | • Робін Вільямс        | «Король-рибалка»                             | Перрі                                      |                                                                                               |      |
| 19-а (1993) |                        | • Гері Олдмен                                | «Дракула»                                  | граф Дракула / Влад III Дракула                                                               |      |
| 19-а (1993) | • Чеві Чейз            | «Спогади людини-невидимки»                   | Нік Гелловей                               |                                                                                               |      |
| 19-а (1993) | • Майкл Гембон         | «Іграшки»                                    | Леланд Зіво                                |                                                                                               |      |
| 19-а (1993) | • Рауль Хулія          | «Родина Аддамс»                              | Гомес Аддамс                               |                                                                                               |      |
| 19-а (1993) | • Джон Літгоу          | «Виховання Каїна»                            | Картер / Каїн / доктор Нікс / Джош / Марго |                                                                                               |      |
| 19-а (1993) | • Робін Вільямс        | «Іграшки»                                    | Леслі Зіво                                 |                                                                                               |      |
| 19-а (1993) | • Брюс Вілліс          | «Смерть їй личить»                           | доктор Ернест Менвілл                      |                                                                                               |      |
| 20-а (1994) |                        | • Роберт Дауні (молодший)                    | «Серце і душі»                             | Томас Рейлі                                                                                   |      |
| 20-а (1994) | • Джефф Бріджес        | «Зникнення»                                  | Барні Каузінс                              |                                                                                               |      |
| 20-а (1994) | • Білл Мюррей          | «День бабака»                                | Філ Коннорс                                |                                                                                               |      |
| 20-а (1994) | • Роберт Патрік        | «Вогонь у небі»                              | Майк Роджерс                               |                                                                                               |      |
| 20-а (1994) | • Арнольд Шварценеггер | «Останній кіногерой»                         | Джек Слейтер                               |                                                                                               |      |
| 20-а (1994) | • Крістіан Слейтер     | «Справжнє кохання»                           | Кларенс Ворлі                              |                                                                                               |      |
| 20-а (1994) | • Макс фон Сюдов       | «Нагальні речі»                              | Ліланд Гаунт                               |                                                                                               |      |
| 21-а (1995) |                        | • Мартін Ландау                              | «Ед Вуд»                                   | Бела Лугоші                                                                                   |      |
| 21-а (1995) | • Кеннет Брана         | «Франкенштейн Мері Шеллі»                    | Віктор Франкенштейн                        |                                                                                               |      |
| 21-а (1995) | • Том Круз             | «Інтерв'ю з вампіром: Хроніка життя вампіра» | Лестат де Ліонкур                          |                                                                                               |      |
| 21-а (1995) | • Том Генкс            | «Форрест Гамп»                               | Форрест Гамп                               |                                                                                               |      |
| 21-а (1995) | • Джек Ніколсон        | «Вовк»                                       | Вілл Ренделл                               |                                                                                               |      |
| 21-а (1995) | • Бред Пітт            | «Інтерв'ю з вампіром: Хроніка життя вампіра» | Луї де Пуент дю Лак                        |                                                                                               |      |
| 21-а (1995) | • Арнольд Шварценеггер | «Правдива брехня»                            | Гаррі Таскер                               |                                                                                               |      |
| 22-а (1996) |                        | • Джордж Клуні                               | «Від заходу до світанку»                   | Сет Гекко                                                                                     |      |
| 22-а (1996) | • Пірс Броснан         | «Золоте око»                                 | Джеймс Бонд                                |                                                                                               |      |
| 22-а (1996) | • Рейф Файнс           | «Дивні дні»                                  | Ленні Неро                                 |                                                                                               |      |
| 22-а (1996) | • Морган Фрімен        | «Сім»                                        | детектив Вільям Сомерсет                   |                                                                                               |      |
| 22-а (1996) | • Робін Вільямс        | «Джуманджі»                                  | Алан Перріш                                |                                                                                               |      |
| 22-а (1996) | • Брюс Вілліс          | «12 мавп»                                    | Джеймс Коул                                |                                                                                               |      |
| 23-я (1997) |                        | • Едді Мерфі                                 | «Божевільний професор»                     | Шерман Кламп / Бадді Лав / Ленс Перкінс / тато Кламп / мама Кламп / бабуся Кламп / Ерні Кламп |      |
| 23-я (1997) | • Майкл Джей Фокс      | «Страшили»                                   | Френк Бенністер                            |                                                                                               |      |
| 23-я (1997) | • Джефф Голдблюм       | «День незалежності»                          | Девід Левінсон                             |                                                                                               |      |
| 23-я (1997) | • Білл Пекстон         | «Смерч»                                      | Білл Гардінг                               |                                                                                               |      |
| 23-я (1997) | • Вілл Сміт            | «День незалежності»                          | капітан Стівен Гіллер                      |                                                                                               |      |
| 23-я (1997) | • Патрік Стюарт        | «Зоряний шлях: Перший контакт»               | капітан Жан-Люк Пікар                      |                                                                                               |      |
| 24-а (1998) |                        | • Пірс Броснан                               | «Завтра не помре ніколи»                   | Джеймс Бонд                                                                                   |      |
| 24-а (1998) | • Ніколас Кейдж        | «Без обличчя»                                | Кастор Трой / Шон Арчер                    |                                                                                               |      |
| 24-а (1998) | • Джон Траволта        | «Без обличчя»                                | Шон Арчер / Кастор Трой                    |                                                                                               |      |
| 24-а (1998) | • Аль Пачіно           | «Адвокат Диявола»                            | Джон Мілтон                                |                                                                                               |      |
| 24-а (1998) | • Вілл Сміт            | «Люди в чорному»                             | агент Джей                                 |                                                                                               |      |
| 24-а (1998) | • Кевін Костнер        | «Листоноша»                                  | листоноша                                  |                                                                                               |      |
| 25-а (1999) |                        | • Джеймс Вудс                                | «Вампіри»                                  | Джек Кроу                                                                                     |      |
| 25-а (1999) | • Джим Керрі           | «Шоу Трумена»                                | Трумен Бербанк                             |                                                                                               |      |
| 25-а (1999) | • Девід Духовни        | «Цілком таємно»                              | спеціальний агент Фокс Малдер              |                                                                                               |      |
| 25-а (1999) | • Ентоні Гопкінс       | «Знайомтеся — Джо Блек»                      | Вільям Перріш                              |                                                                                               |      |
| 25-а (1999) | • Едвард Нортон        | «Американська історія Ікс»                   | Дерек Віньярд                              |                                                                                               |      |
| 25-а (1999) | • Брюс Вілліс          | «Армагеддон»                                 | Гаррі Стемпер                              |                                                                                               |      |
| 26-а (2000) |                        | • Тім Аллен                                  | «У пошуках галактики»                      | Джейсон Несміт                                                                                |      |
| 26-а (2000) | • Джонні Депп          | «Сонна лощина»                               | Ікабод Крейн                               |                                                                                               |      |
| 26-а (2000) | • Брендан Фрейзер      | «Мумія»                                      | Річард О'Коннелл                           |                                                                                               |      |
| 26-а (2000) | • Ліам Нісон           | «Зоряні війни: Прихована загроза»            | Квай-Гон Джинн                             |                                                                                               |      |
| 26-а (2000) | • Кіану Рівз           | «Матриця»                                    | Нео                                        |                                                                                               |      |
| 26-а (2000) | • Брюс Вілліс          | «Шосте відчуття»                             | доктор Малкольм Крау                       |                                                                                               |      |

### 2001—2010
| Церемонія   | Фото лауреата             | Актор                                                 | Фільм                                 | Роль                         | Роль |
| ----------- | ------------------------- | ----------------------------------------------------- | ------------------------------------- | ---------------------------- | ---- |
| 27-а (2001) |                           | • Г'ю Джекман                                         | «Люди Ікс»                            | Логан / Росомаха             |      |
| 27-а (2001) | • Арнольд Шварценеггер    | «Шостий день»                                         | Адам Гібсон / клон Адама Гібсона      |                              |      |
| 27-а (2001) | • Рассел Кроу             | «Гладіатор»                                           | Максимус                              |                              |      |
| 27-а (2001) | • Джим Керрі              | «Як Ґрінч украв Різдво»                               | Грінч                                 |                              |      |
| 27-а (2001) | • Клінт Іствуд            | «Космічні ковбої»                                     | полковник Френк Корвін                |                              |      |
| 27-а (2001) | • Чоу Юньфат              | «Тигр підкрадається, дракон ховається»                | майстер Лі Мубай                      |                              |      |
| 28-а (2002) | Том Круз                  | • Том Круз                                            | «Ванільне небо»                       | Девід Еймс                   |      |
| 28-а (2002) | Том Круз                  | • Джонні Депп                                         | «Із пекла»                            | інспектор Фредерик Ебберлайн |      |
| 28-а (2002) | Том Круз                  | • Ентоні Гопкінс                                      | «Ганнібал»                            | Ганнібал Лектер              |      |
| 28-а (2002) | Том Круз                  | • Кевін Спейсі                                        | «Планета Ка-Пекс»                     | Прот                         |      |
| 28-а (2002) | Том Круз                  | • Біллі Боб Торнтон                                   | «Людина, якої не було»                | Ед Крейн                     |      |
| 28-а (2002) | Том Круз                  | • Гай Пірс                                            | «Пам'ятай»                            | Леонард Шелбі                |      |
| 29-а (2003) |                           | • Робін Вільямс                                       | «Фото за годину»                      | Сеймур Перріш                |      |
| 29-а (2003) | • Пірс Броснан            | «Помри, але не зараз»                                 | Джеймс Бонд                           |                              |      |
| 29-а (2003) | • Вігго Мортенсен         | «Володар перснів: Дві вежі»                           | Арагорн                               |                              |      |
| 29-а (2003) | • Том Круз                | «Особлива думка»                                      | Джон Андертон                         |                              |      |
| 29-а (2003) | • Джордж Клуні            | «Соляріс»                                             | Кріс Кельвін                          |                              |      |
| 29-а (2003) | • Тобі Магвайр            | «Людина-павук»                                        | Пітер Паркер / людина-павук           |                              |      |
| 30-а (2004) |                           | • Елайджа Вуд                                         | «Володар перснів: Повернення короля»  | Фродо                        |      |
| 30-а (2004) | • Альберт Фінні           | «Велика риба»                                         | Ед Блум (в старості)                  |                              |      |
| 30-а (2004) | • Том Круз                | «Останній самурай»                                    | Нейтан Олгрен                         |                              |      |
| 30-а (2004) | • Вігго Мортенсен         | «Володар перснів: Повернення короля»                  | Арагорн                               |                              |      |
| 30-а (2004) | • Джонні Депп             | «Пірати Карибського моря: Прокляття «Чорної перлини»» | Джек Спарроу                          |                              |      |
| 30-а (2004) | • Кріспін Гловер          | «Віллард»                                             | Віллард Стайлс                        |                              |      |
| 31-а (2005) |                           | • Тобі Магвайр                                        | «Людина-павук 2»                      | Пітер Паркер / Людина-павук  |      |
| 31-а (2005) | • Метт Деймон             | «Перевага Борна»                                      | Джейсон Борн                          |                              |      |
| 31-а (2005) | • Том Круз                | «Співучасник»                                         | Вінсент                               |                              |      |
| 31-а (2005) | • Джим Керрі              | «Вічне сяйво чистого розуму»                          | Джоел Беріш                           |                              |      |
| 31-а (2005) | • Джонні Депп             | «Чарівна країна»                                      | сер Джеймс Баррі                      |                              |      |
| 31-а (2005) | • Крістіан Бейл           | «Машиніст»                                            | Тревор Резнік                         |                              |      |
| 32-а (2006) |                           | • Крістіан Бейл                                       | «Бетмен: Початок»                     | Брюс Вейн / Бетмен           |      |
| 32-а (2006) | • Вігго Мортенсен         | «Виправдана жорстокість»                              | Том Столл                             |                              |      |
| 32-а (2006) | • Роберт Дауні (молодший) | «Поцілунок навиліт»                                   | Гаррі Локгарт                         |                              |      |
| 32-а (2006) | • Пірс Броснан            | «Матадор»                                             | Джуліан Нобл                          |                              |      |
| 32-а (2006) | • Гайден Крістенсен       | «Зоряні війни: Помста ситхів»                         | Енакін Скайвокер / Дарт Вейдер        |                              |      |
| 32-а (2006) | • Том Круз                | «Війна світів»                                        | Рей Фер'є                             |                              |      |
| 33-я (2007) |                           | • Брендон Рут                                         | «Повернення Супермена»                | Кларк Кент / Супермен        |      |
| 33-я (2007) | • Деніел Крейг            | «Казино Рояль»                                        | Джеймс Бонд                           |                              |      |
| 33-я (2007) | • Клайв Овен              | «Останній нащадок Землі»                              | Тео Фарон                             |                              |      |
| 33-я (2007) | • Г'ю Джекман             | «Фонтан»                                              | Томас / Томмі / доктор Том Крео       |                              |      |
| 33-я (2007) | • Том Круз                | «Місія нездійсненна 3»                                | Ітан Гант                             |                              |      |
| 33-я (2007) | • Вілл Феррелл            | «Персонаж»                                            | Гарольд Крік                          |                              |      |
| 34-а (2008) |                           | • Вілл Сміт                                           | «Я — легенда»                         | Роберт Невілл                |      |
| 34-а (2008) | • Джон К'юсак             | «1408»                                                | Майк Енслін                           |                              |      |
| 34-а (2008) | • Джерард Батлер          | «300 спартанців»                                      | цар Леонід                            |                              |      |
| 34-а (2008) | • Вігго Мортенсен         | «Східні обіцянки»                                     | Микола Лужин                          |                              |      |
| 34-а (2008) | • Джонні Депп             | «Свіні Тодд»                                          | Бенджамін Баркер / Свінні Тодд        |                              |      |
| 34-а (2008) | • Деніел Дей-Льюїс        | «Нафта»                                               | Деніел Плейнв'ю                       |                              |      |
| 35-а (2009) |                           | • Роберт Дауні (молодший)                             | «Залізна людина»                      | Тоні Старк / Залізна людина  |      |
| 35-а (2009) | • Вілл Сміт               | «Хенкок»                                              | Джон Генкок                           |                              |      |
| 35-а (2009) | • Гаррісон Форд           | «Індіана Джонс і королівство кришталевого черепа»     | Індіана Джонс                         |                              |      |
| 35-а (2009) | • Бред Пітт               | «Загадкова історія Бенджаміна Баттона»                | Бенджамін Баттон                      |                              |      |
| 35-а (2009) | • Крістіан Бейл           | «Темний лицар»                                        | Брюс Вейн / Бетмен                    |                              |      |
| 35-а (2009) | • Том Круз                | «Операція „Валькірія“»                                | полковник Клаус Шенк фон Штауффенберг |                              |      |
| 36-а (2010) |                           | • Сем Вортінгтон                                      | «Аватар»                              | Джейк Саллі                  |      |
| 36-а (2010) | • Тобі Магвайр            | «Брати»                                               | капітан Сем Кехілл                    |                              |      |
| 36-а (2010) | • Сем Роквелл             | «Місяць»                                              | Сем Белл                              |                              |      |
| 36-а (2010) | • Роберт Дауні (молодший) | «Шерлок Холмс»                                        | Шерлок Холмс                          |                              |      |
| 36-а (2010) | • Дензел Вашингтон        | «Книга Ілая»                                          | Ілай                                  |                              |      |
| 36-а (2010) | • Вігго Мортенсен         | «Дорога»                                              | батько                                |                              |      |

### 2011—2019
| Церемонія   | Фото лауреата             | Актор                                   | Фільм                            | Роль                        | Роль |
| ----------- | ------------------------- | --------------------------------------- | -------------------------------- | --------------------------- | ---- |
| 37-а (2011) |                           | • Джефф Бріджес                         | «Трон: Спадок»                   | Кевін Флінн / Клу           |      |
| 37-а (2011) | • Джордж Клуні            | «Американець»                           | Джек / Едвард                    |                             |      |
| 37-а (2011) | • Леонардо Ді Капріо      | «Початок»                               | Домінік Кобб                     |                             |      |
| 37-а (2011) | • Леонардо Ді Капріо      | «Острів проклятих»                      | Тедді Деніелс                    |                             |      |
| 37-а (2011) | • Роберт Дауні (молодший) | «Залізна людина 2»                      | Тоні Старк / Залізна людина      |                             |      |
| 37-а (2011) | • Раян Рейнольдс          | «Похований живцем»                      | Пол Конрой                       |                             |      |
| 38-а (2012) |                           | • Майкл Шеннон                          | «Укриття»                        | Кертіс                      |      |
| 38-а (2012) | • Антоніо Бандерас        | «Шкіра, в якій я живу»                  | хірург Роберт Ледгард            |                             |      |
| 38-а (2012) | • Домінік Купер           | «Двійник диявола»                       | Удей Гусейн / Латіф Яхі          |                             |      |
| 38-а (2012) | • Том Круз                | «Місія нездійсненна: Протокол «Фантом»» | Ітан Гант                        |                             |      |
| 38-а (2012) | • Кріс Еванс              | «Перший месник»                         | Стів Роджерс / Капітан Америка   |                             |      |
| 38-а (2012) | • Бен Кінгслі             | «Хранитель часу»                        | Жорж Мельєс                      |                             |      |
| 39-а (2013) |                           | • Меттью Макконахі                      | «Кіллер Джо»                     | кіллер Джо Купер            |      |
| 39-а (2013) | • Крістіан Бейл           | «Темний лицар повертається»             | Брюс Вейн / Бетмен               |                             |      |
| 39-а (2013) | • Деніел Крейг            | «007: Координати «Скайфолл»»            | Джеймс Бонд                      |                             |      |
| 39-а (2013) | • Мартін Фріман           | «Хоббіт: Несподівана подорож»           | Більбо Беггінс                   |                             |      |
| 39-а (2013) | • Г'ю Джекман             | «Знедолені»                             | Жан Вальжан                      |                             |      |
| 39-а (2013) | • Джозеф Гордон-Левітт    | «Петля часу»                            | Джо Сіммонс (молодий)            |                             |      |
| 40-а (2014) |                           | • Роберт Дауні (молодший)               | «Залізна людина 3»               | Тоні Старк / Залізна людина |      |
| 40-а (2014) | • Оскар Айзек             | «Всередині Люїна Дейвіса»               | Люїн Дейвіс                      |                             |      |
| 40-а (2014) | • Саймон Пегг             | «Кінець світу»                          | Гері Кінг                        |                             |      |
| 40-а (2014) | • Хоакін Фенікс           | «Вона»                                  | Теодор Туомблі                   |                             |      |
| 40-а (2014) | • Бред Пітт               | «Всесвітня війна Z»                     | Джеррі Лейн                      |                             |      |
| 40-а (2014) | • Бен Стіллер             | «Таємне життя Волтера Мітті»            | Волтер Мітті                     |                             |      |
| 41-а (2015) |                           | • Кріс Претт                            | «Вартові галактики»              | Пітер Квілл / Зоряний Лорд  |      |
| 41-а (2015) | • Том Круз                | «На межі майбутнього»                   | майор/рядовий Вільям Кейдж       |                             |      |
| 41-а (2015) | • Кріс Еванс              | «Перший месник: Друга війна»            | Стів Роджерс / Капітан Америка   |                             |      |
| 41-а (2015) | • Джейк Джилленгол        | «Стерв'ятник»                           | Луї Блум                         |                             |      |
| 41-а (2015) | • Майкл Кітон             | «Бердмен»                               | Рігган Томсон                    |                             |      |
| 41-а (2015) | • Меттью Макконахі        | «Інтерстеллар»                          | Купер                            |                             |      |
| 41-а (2015) | • Ден Стівенс             | «Гість»                                 | Девід Коллінз                    |                             |      |
| 42-а (2016) |                           | • Гаррісон Форд                         | «Зоряні війни: Пробудження Сили» | Хан Соло                    |      |
| 42-а (2016) | • Донал Глісон            | «Ex Machina»                            | Калеба                           |                             |      |
| 42-а (2016) | • Джон Боєга              | «Зоряні війни: Пробудження Сили»        | Фінн                             |                             |      |
| 42-а (2016) | • Леонардо Ді Капріо      | «Легенда Г'ю Гласса»                    | Г'ю Гласс                        |                             |      |
| 42-а (2016) | • Метт Деймон             | «Марсіянин»                             | Марк Вотні                       |                             |      |
| 42-а (2016) | • Пол Радд                | «Людина-мураха»                         | Скотт Ленґ / Людина-мураха       |                             |      |
| 42-а (2016) | • Семюел Л. Джексон       | «Мерзенна вісімка»                      | майор Маркіз Воррен              |                             |      |
| 42-а (2016) | • Тарон Еджертон          | «Kingsman: Таємна служба»               | Гері «Еггсі» Анвін               |                             |      |
| 43-я (2017) |                           | • Раян Рейнольдс                        | «Дедпул»                         | Вейд Вілсон / Дедпул        |      |
| 43-я (2017) | • Бенедикт Камбербетч     | «Доктор Стрендж»                        | доктор Стівен Стрендж            |                             |      |
| 43-я (2017) | • Кріс Еванс              | «Перший месник: Протистояння»           | Стів Роджерс / Капітан Америка   |                             |      |
| 43-я (2017) | • Кріс Пайн               | «Стартрек: За межами Всесвіту»          | Джеймс Т. Кірк                   |                             |      |
| 43-я (2017) | • Кріс Претт              | «Пробудження»                           | Джим Престон                     |                             |      |
| 43-я (2017) | • Марк Райленс            | «Великий дружній велетень»              | Великий дружній велетень         |                             |      |
| 43-я (2017) | • Меттью Макконахі        | «Золото»                                | Кенні Веллс                      |                             |      |
| 44-а (2018) |                           | • Марк Гемілл                           | «Зоряні війни: Останні джедаї»   | Люк Скайвокер / Доббу Скай  |      |
| 44-а (2018) | • Чедвік Боузман          | «Чорна Пантера»                         | Т'Чалла / Чорна Пантера          |                             |      |
| 44-а (2018) | • Раян Гослінг            | «Той, хто біжить по лезу 2049»          | Кей                              |                             |      |
| 44-а (2018) | • Г'ю Джекман             | «Логан»                                 | Логан / Росомаха / Ікс-24        |                             |      |
| 44-а (2018) | • Деніел Калуя            | «Пастка»                                | Кріс Вашингтон                   |                             |      |
| 44-а (2018) | • Енді Серкіс             | «Війна за планету мавп»                 | Цезар                            |                             |      |
| 44-а (2018) | • Вінс Вон                | «Бійка в блоці 99»                      | Бредлі Томас                     |                             |      |
| 45-а (2019) |                           | • Роберт Дауні (молодший)               | «Месники: Завершення»            | Тоні Старк / Залізна Людина |      |
| 45-а (2019) | • Джефф Бріджес           | «Погані часи у «Ель Роялі»»             | Деніел Флінн / Док О'Келлі       |                             |      |
| 45-а (2019) | • Ніколас Кейдж           | «Менді»                                 | Ред Міллер                       |                             |      |
| 45-а (2019) | • Том Круз                | «Місія нездійсненна: Фолаут»            | Ітан Гант                        |                             |      |
| 45-а (2019) | • Кріс Еванс              | «Месники: Завершення»                   | Стів Роджерс / Капітан Америка   |                             |      |
| 45-а (2019) | • Мел Гібсон              | «Закатати в асфальт»                    | Бретт Ріджмен                    |                             |      |
| 45-а (2019) | • Кіану Рівз              | «Джон Вік 3»                            | Джон Вік                         |                             |      |

### 2021—
| Церемонія   | Фото лауреата      | Актор                             | Фільм                           | Роль                  | Роль |
| ----------- | ------------------ | --------------------------------- | ------------------------------- | --------------------- | ---- |
| 46-а (2021) |                    | • Джон Девід Вашингтон            | «Тенет»                         | Протагоніст           |      |
| 46-а (2021) | • Денієл Крейґ     | «Ножі наголо»                     | Бенуа Блан                      |                       |      |
| 46-а (2021) | • Ґері Олдмен      | «Манк»                            | Герман Манкевич                 |                       |      |
| 46-а (2021) | • Делрой Ліндо     | «П'ятеро однієї крові»            | Пол                             |                       |      |
| 46-а (2021) | • Хоакін Фенікс    | «Джокер»                          | Артур Флек / Джокер             |                       |      |
| 46-а (2021) | • Аарон Пол        | «Ель Каміно»                      | Джессі Пінкман                  |                       |      |
| 46-а (2021) | • Юен Мак-Грегор   | «Доктор Сон»                      | Денні Торранс                   |                       |      |
| 47-а (2022) |                    | • Том Круз                        | «Найкращий стрілець: Маверік»   | Піт «Меверік» Мітчелл |      |
| 47-а (2022) | • Тімоті Шаламе    | «Дюна»                            | Пол Атрід                       |                       |      |
| 47-а (2022) | • Ідріс Ельба      | «Загін самогубців: Місія навиліт» | Роберт Дюбуа / Бладспорт        |                       |      |
| 47-а (2022) | • Том Голланд      | «Людина-павук: Додому шляху нема» | Пітер Паркер / Людина-павук     |                       |      |
| 47-а (2022) | • Роберт Паттінсон | «Бетмен»                          | Брюс Вейн / Бетмен              |                       |      |
| 47-а (2022) | • Симу Лю          | «Шан-Чі та Легенда Десяти Кілець» | Шан-Чі                          |                       |      |
| 47-а (2022) | • Денієл Калуя     | «Ноу»                             | Отіс «OJ» Гейвуд                |                       |      |
| 48-а (2023) |                    | • Гаррісон Форд                   | «Індіана Джонс і реліквія долі» | Індіана Джонс         |      |
| 48-а (2023) | • Рейф Файнз       | «Меню»                            | Джуліан Словік                  |                       |      |
| 48-а (2023) | • Бен Кінгслі      | «Джулс»                           | Мілтон                          |                       |      |
| 48-а (2023) | • Кілліан Мерфі    | «Оппенгеймер»                     | Роберт Оппенгеймер              |                       |      |
| 48-а (2023) | • Кріс Пратт       | «Вартові галактики 3»             | Пітер Квілл / Зоряний Лицар     |                       |      |
| 48-а (2023) | • Кіану Рівз       | «Джон Уік 4»                      | Джон Уік                        |                       |      |
| 48-а (2023) | • Сем Вортінгтон   | «Аватар: Шлях води»               | Джейк Саллі                     |                       |      |